# Hyparrhenia cyanescens
Hyparrhenia cyanescens är en gräsart som först beskrevs av Otto Stapf, och fick sitt nu gällande namn av Otto Stapf. Hyparrhenia cyanescens ingår i släktet Hyparrhenia och familjen gräs. Inga underarter finns listade i Catalogue of Life.